# 1850 en sport
Cet article présente les faits marquants de l'année 1850 en sport.

## Alpinisme
- L'alpiniste britannique Edward Whymper explore les Andes et est le premier à gravir le Chimborazo (6 310 m).

## Athlétisme
- 22-23 octobre : William Penny Brookes, médecin local, organise les premiers Jeux Olympiques de Wenlock en Angleterre[1]. Celles-ci inspirent plus tard le baron de Coubertin à établir les Jeux olympiques qui se poursuivent encore aujourd'hui.
- Premier meeting d’athlétisme moderne organisé par les étudiants de l’Exeter College d’Oxford[2].

## Billard
- 11 janvier : C'est dans la salle de lecture de l'Athenaeum de Manchester que se déroule le championnat de billard entre l'Anglais John Roberts de Manchester et l'Américain Sparke de New York. Roberts gagne avec 1000:799 points[3].

## Boxe anglaise
- 5 juin : William Thompson "Bendigo" défend son titre de Champion d'Angleterre contre Tom Paddock à Mildenhall. Après avoir gagné le combat sur la disqualification de Paddock après 49 tours, Thompson annonce son retrait du ring[4].
- 17 décembre : le titre est laissé vacant à la suite du retrait en juin de William Thompson, tenant depuis 1845. Après des vicissitudes (report d'un match pour le titre programmé le 22 août), William Perry devient champion d'Angleterre en s'imposant face à Tom Paddock. Paddock est disqualifié au 27e round à la suite d'un coup à la nuque alors que Perry regagnait son coin[5].

## Cricket
- Le Surrey County Cricket Club est sacré champion de cricket en Angleterre[6].

## Curling
- 1er janvier : 
  - Il y a une compétition de curling à Tarvid Pond près de Cupar. M. Inglis remporte la médaille d'argent devant M. Russell[7].
  - Le Paisley Iceland Club organise une compétition de curling au barrage de Lonsdale, au cours de laquelle il remporte la médaille d'or offerte par Lord Glasgow[8].
- 11 janvier : Le Kirbinie Loch accueille une compétition. Les clubs d'Eglinton, Kilwinning et Beath Fullwoodhead participent. Eglinton gagne avec le comte d'Eglinton

## Football australien
- 18 novembre : à Melbourne, premier match de football australien avec 12 joueurs par équipe[9].

## Joutes nautiques
- Août : Noël Mazel remporte le Grand Prix de la Saint-Louis à Sète[10].

## Sport scolaire
- 15 mars : Loi Falloux concernant l’éducation physique facultative en milieu scolaire en France[11].

## Sport hippique
- Angleterre : Voltigeur monté par Job Marson gagne le Derby d'Epsom[12].
- Angleterre : Abd-el-Kader monté par Chris Green gagne le Grand National[13].
- France : Saint-Germain gagne le Prix du Jockey Club[14].
- France : Fleur de Marie gagne le Prix de Diane[15].

## Naissances
- 10 mars : Spencer Gore, joueur de tennis anglais. († 19 avril 1906).
- 14 mars : Francis Birley, footballeur anglais. († 1er août 1910).
- 19 mars : Thomas Chalmers, joueur de rugby de cricket écossais. († 25 mai 1926).
- 21 mars : John Hawley Edwards, footballeur anglais et gallois. († 14 janvier 1893).
- 19 juillet : Cuthbert Ottaway, footballeur anglais. († 2 avril 1878).
- 2 septembre : Albert Spalding, joueur de baseball américain. († 9 septembre 1919).
- 28 décembre : Thomas Hooman, footballeur anglais. († 22 septembre 1938).